# Ублянські пагорби
Ублянські пагорби (Ublianska pahorkatina) — гірський масив в Словаччині; геоморфологічна підодиниця масиву Бескидське передгір'я. Найвищв точка — гора Горка; 661 м. Середні висоти — 190 метрів. Місце розташування — Пряшівський край.